# Gauche communiste d'Espagne
La Gauche Communiste d’Espagne (Izquierda Comunista de España, ICE) était un parti politique espagnol d’idéologie marxiste, actif entre 1932 et 1935 pendant la Seconde République, et cherchant à affirmer une position trotskiste de gauche.

## Origines
L’ICE trouve son origine dans l’Opposition communiste en Espagne (OCE), le pendant espagnol de l’Opposition internationale de gauche de Léon Trotski. Créée en 1930, l’OCE se donnait pour but de rassembler des membres du Parti communiste d'Espagne opposés au stalinisme ainsi que des militants exclus du parti. 
En mars 1932, lors de la Deuxième Conférence Nationale de l’OCE, le constat de l'impossibilité de réformer le PCE est fait. L’OCE décide alors de se constituer en parti politique et prend alors le nom de Gauche Communiste d’Espagne (ICE).
Les principaux dirigeants de ce parti sont alors Andreu Nin (secrétaire général), Juan Andrade et Grandizo Munis.

## Implantation et activité
L’ICE était particulièrement bien implanté à Madrid, en Catalogne, dans les Asturies, dans la région de Castille-et-León et en Estrémadure. 

Elle faisait paraître deux publications : le journal Comunismo et la revue théorique El Soviet.
Ses militants menaient un travail d’implantation dans les syndicats de l’Union Générale des travailleurs (UGT).
Après la victoire de la CEDA (Confédération espagnole des droites autonomes) aux élections de 1933,  l’ICE participe à la création de l’Alliance Ouvrière avec d’autres organisations politiques et syndicales de gauche (UGT, BOC, PSOE…). En 1934, grâce à une alliance locale avec la CNT, l’Alliance Ouvrière sera à l’origine du soulèvement des Asturies.

## Création du POUM
Après le soulèvement des Asturies, l’ICE est divisée entre deux options : soit rentrer dans le Parti socialiste ouvrier espagnol (PSOE) pour l’orienter vers des positions plus révolutionnaires (processus de bolchevisation) et ainsi suivre les directives d’entrisme de Trotski, soit former un nouveau parti indépendant avec le Bloc ouvrier et paysan (BOC) de Joaquín Maurín.
La majorité opte pour la seconde option, rompant alors avec Trotski (une minorité conduite par Grandizo Munis refusera cette rupture et ira faire de l’entrisme au sein du PSOE) et en février 1935 l’ICE fusionne avec le BOC pour créer le Parti ouvrier d'unification marxiste (POUM).